# Wolfgang C. Hellrigl
Wolfgang C. Hellrigl (* 10. März 1941 in Köln; † 23. November 2010) war ein Experte für die Philatelie von Nepal und Tibet, der 1994 eingeladen wurde, die Liste der angesehenen Philatelisten zu unterzeichnen.

## Frühe Lebensjahre
Hellrigl wurde in Köln geboren und entstammte einer Südtiroler Familie. Sein Vater war ein bekannter Philatelist und Experte für alte europäische Staaten.

## Fachgebiete
Wolfgang Hellrigl spezialisierte sich auf die Philatelie von Nepal, Tibet und Indien, die in Tibet, Nepal, Jamnu und Kashmir sowie der Mongolei verwendet wird. Von 1996 bis 1998 war er Mitglied der Kommission für philatelistische Literatur der Fédération Internationale de Philatélie (FIP). Wolfgang Hellrigl war Gründer und Präsident des Nepal and Tibet Philatelic Study Circle (NTPSC) und Präsident der Association Internationale des Experts en Philatéle (AIEP).

## Auszeichnungen
Hellrigl gewann eine große Goldmedaille für sein „Classic Nepal“ und einen Grand Prix auf der internationalen Ausstellung in Brünn 2005 für sein „Jamnu and Kashmir“. Außerdem gewann er 1987 die Tilleard-Medaille der Royal Philatelic Society London, deren Fellow er war, und 1978, 1984 und 1992 die Martin Memorial Literature Awards.
2008 gewann er die Lindenberg-Medaille und im selben Jahr erhielt er die Hunziker-Medaille des A.I.E.P.
Seine Arbeit in der indischen Philatelie wurde mit der Martin Memorial Trophy des India Study Circle gewürdigt.

## Veröffentlichungen
- Tibet: eine philatelistische und numismatische Bibliographie: eine kritische Bibliographie mit über 400 Titeln der tibetischen Philatelie, Numismatik sowie Post- und Geldgeschichte, 1981. (Mit Karl Gabrisch)
- Die klassischen Briefmarken von Nepal, The Nepal and Tibet Philatelic Study Circle, Bozen, Italien, Mai 1984. (mit Frank Vignola)
- The Native Postmarks of Nepal, 1978. (mit Colin Hepper)
- The Postal Markings of Tibet, herausgegeben von Geoffrey Flack, Vancouver, Kanada, 1996.
- Nepal Postal History, Giulio Bolaffi Editore, Turin und Bozen, 1991.
- Katalog der Poststempel von Nepal (1879–1935) A Catalogue of Nepalese Postmarks (1897–1935), Forschungsgemeinschaft Indien E.V. im Bund Deutscher Philatelisten E.V., Deutschland, ohne Datum.

| Personendaten    | Personendaten         |
| ---------------- | --------------------- |
| NAME             | Hellrigl, Wolfgang C. |
| KURZBESCHREIBUNG | deutscher Philatelist |
| GEBURTSDATUM     | 10. März 1941         |
| GEBURTSORT       | Köln                  |
| STERBEDATUM      | 23. November 2010     |